# Revolutionär Kommunistisk Ungdom

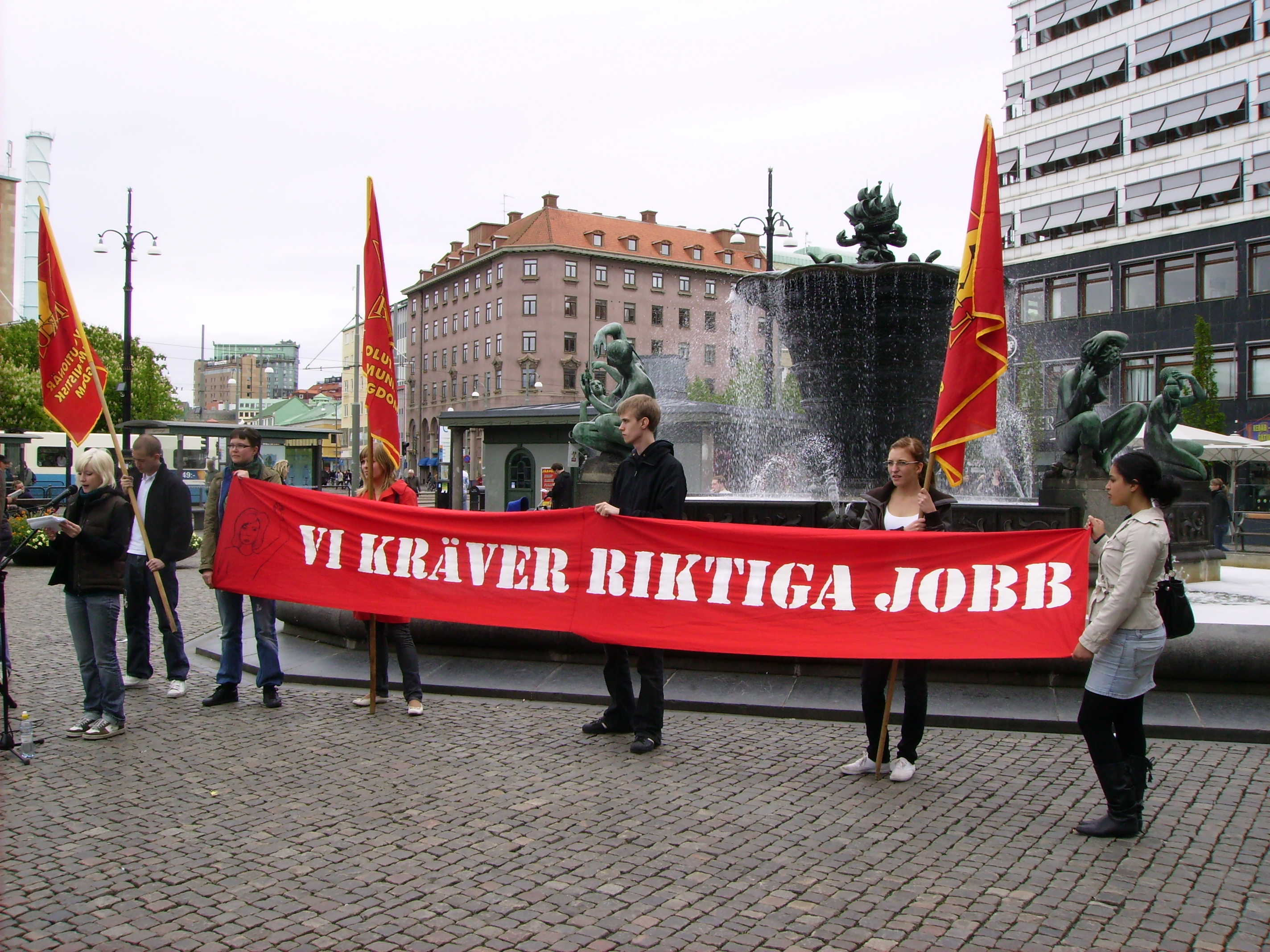
RKU håller möte för dagspolitiskt krav i Göteborg 2007.

Revolutionär Kommunistisk Ungdom (RKU) är ungdomsförbund till Kommunistiska partiet, tidigare KPML(r). Förbundet grundades 1994 och har enligt egen uppgift ca 800–1 000 medlemmar [källa behövs]. 
RKU är ett revolutionärt,
kommunistiskt, marxist-leninistiskt ungdomsförbund. Liksom i moderpartiet förespråkas en socialistisk revolution, där de revolutionära krafterna (en medveten arbetarklass) inte bör backa inför väpnad kamp.
RKU gav mellan 1994 och 2019 ut tidskriften Rebell. År 2022 meddelades det att Rebell skall släppas igen fast denna gång i en årsupplaga.

## Historia
Förbundets första aktivitet skedde i och med att den första lokalorganisationen grundades 1991. Det nationella grundandet dröjde till 1994 då den första kongressen hölls. År 2004 hölls den sjätte kongressen som markerade organisationens tioårsjubileum.
Den 17 december 2004 beslutade Ungdomsstyrelsen, efter ett reportage av Magnus Sandelin i P1:s radioprogram Kaliber, att RKU inte längre ska få något statsbidrag för sin verksamhet. Ungdomsstyrelsen motiverade detta med att det "finns formuleringar i RKU:s politiska plattform som är tveksamma i förhållande till framförallt principen om folkstyre och rösträtt". RKU ansåg att reportagets syfte var att svartmåla förbundet, och att det byggde på "lösryckta citat, citatförfalskningar och rena lögner". Förbundet anmälde reportaget till Granskningsnämnden, där det fälldes på en punkt; att det i programmet framställts som att statliga bidragspengar hade använts för att organisera en stödresa till Nordkorea, någonting som Granskningsnämnden ansåg vara så missvisande att det stred mot kravet på saklighet. En ledamot var dock skiljaktig, eftersom det av reportaget framgick att resedeltagarna hade betalat biljetterna för resan själva. Granskningsnämnden kritiserade även Kaliber för att ha använt citat från en politisk rapport på ett missvisande sätt, så att det framstod som att RKU förhärligade palestinska attacker mot civila israeler, även om nämnden inte ansåg att detta var tillräckligt allvarligt för att strida mot kravet på saklighet. Uppgifterna om Nordkorea fanns inte heller med som underlag i Ungdomsstyrelsens beslut för att dra in bidraget.
Kritik hade under en tid riktats mot RKU bland annat för att organisationen "besökt enpartistater utan att framföra kritik på bristen av demokrati och mänskliga rättigheter samt uttalat sitt stöd för frihetskämpar." RKU hävdar själva att de är de största demokraterna bland ungdomsförbunden, då de kämpar för att de privatägda företagen under socialismen ska vara gemensamt ägda och underställda folkmakten, samt för att de folkvalda representanterna ska kunna avsättas av sina väljare när som helst under mandatperioden om de bryter mot sina vallöften, att dessa också ska leva under samma villkor som resten av befolkningen och att det inte ska finnas någon ekonomisk vinning i att ta politiska uppdrag.
RKU:s resor till bland annat Kuba, Venezuela, Vietnam, palestinska flyktingläger i Libanon och Nordkorea har enligt organisationens uppfattning haft till syfte att lära sig om länderna och att träffa de människor som "USA-imperialismen dömt till döden."

## Politik

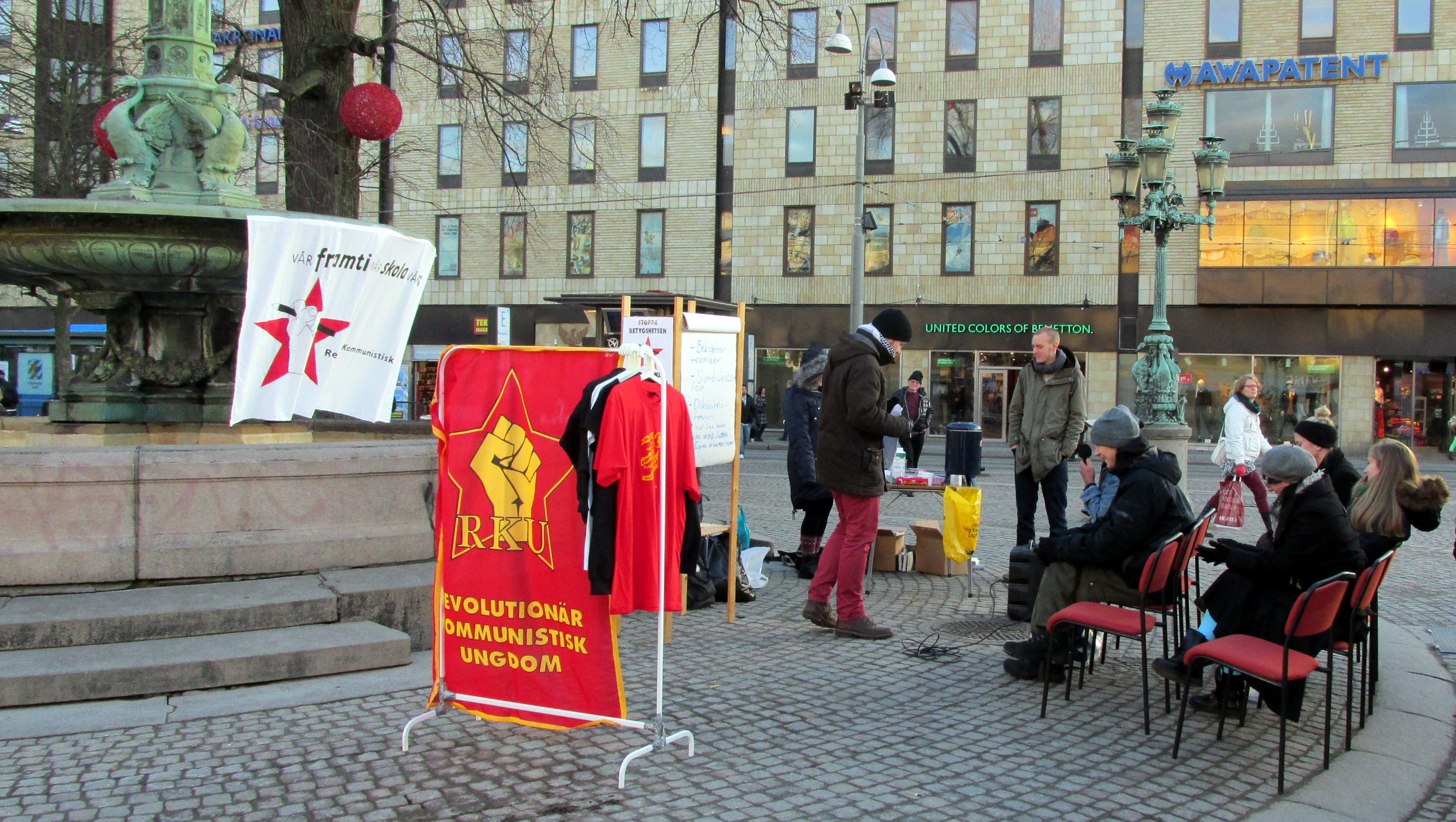
RKU i Göteborg 2013.

RKU anser att det nuvarande kapitalistiska systemet är oförmöget att tillgodose alla människors grundläggande behov och samhällsekonomiskt ineffektivt. Exempel på detta menar de är att de rika lever i lyx och överflöd samtidigt som många knappt har pengar för att klara vardagen, att fabriker outsourcas från Sverige och lämnar arbetare utan jobb trots att företagen går med vinst, samt att företagens vinstmaximering prioriteras framför folkets behov av en bra skola, arbete, bostäder och en hållbar ekonomisk utveckling. RKU är motståndare till EU, som de menar är ett imperialistiskt projekt som verkar i borgarklassens tjänst för att öka utsugningen av arbetarklassen och för att se till att den fria marknaden går före allt annat.  
RKU anser att vägen framåt på lång sikt är att omdana det nuvarande kapitalistiska samhället och bygga ett nytt socialistiskt samhälle, där produktionen sker på basis av folkets behov, istället för strävan efter största möjliga vinst. RKU poängterar att ingen härskande klass någonsin frivilligt och fredligt överlämnat samhällsmakten till folkmajoriteten, utan istället alltid försökt att försvara sin makt med våld, och att folket i en sådan situation har rätt att försvara sig mot kontrarevolutionen.

## Organisation

### Ledarskap
- Sackarias Bergsén, förbundsordförande (sedan 2021)[7]
- Nadja Lundberg, förbundssekreterare (sedan 2019)[8]

### Bidrag
Från mitten av 90-talet fram till 2004 fick RKU knappt 2 miljoner SEK i bidrag från Ungdomsstyrelsen.

## Musikalisk produktion
År 2002 gav RKU ut skivan Framåt! - För Palestinas befrielse och 2004 gavs Rebell 10 år ut, där kända artister som Moneybrother, Franke, The Knife m.fl. ställde upp gratis till stöd för RKU:s tidning Rebell.

## TidskriftenRebell
Rebell var en tidskrift som gavs ut av RKU med fyra nummer årligen mellan 1994 och 2019, och säljs oftast på stan och vid olika arrangemang av förbundets medlemmar och sympatisörer. Tidskriften hade under en tid även en speciell nätupplaga, med en notissektion som uppdaterades oftare än tidningen utkommer. Rebell hade en upplaga på 1 500 exemplar.
Till tidningens tioårsjubileum 2004 utgavs ett musikalbum som hette Rebell 10 år med låtar från olika artister – bland annat Moneybrother, Franke och The Knife – som gratis ställde upp till stöd för tidningen. På RKU:s fjortonde kongress 2019 beslutade man att lägga ner papperstidningen Rebell och lägga resurserna på annat förbundsarbete man ansåg vara viktigare. 2022 utkom Rebell med ett årsnummer med undertiteln Rebells återkomst, numret släpptes på årets första maj.
Tidigare redaktörer för Rebell har varit bland andra William Frejd, Tove Janzon (idag fastighetsskötare), Martin Schibbye (idag frilansande journalist) och Pär Johansson (f.d. journalist på Proletären). Redaktör när tidningen startade 1994 och de följande fyra åren var Patrik Paulov (senare utrikesredaktör på Proletären).

## Övrigt
Organisationen RKU har en norsk namne – Revolusjonær Kommunistisk Ungdom.